# Wokou
| Wokou                                                   | Wokou   |
| ------------------------------------------------------- | ------- |
|                                                         |         |
| Chinesischer Name                                       |         |
| Langzeichen                                             | 倭寇    |
| Kurzzeichen                                             | 倭寇    |
| Pinyin                                                  | Wōkòu   |
| Jyutping                                                | Wo1kau3 |
| Japanischer Name                                        |         |
| Kanji                                                   | 倭寇    |
| Kana                                                    | わこう  |
| Hepburn                                                 | Wakō    |
| Koreanischer Name                                       |         |
| Hangeul                                                 | 왜구    |
| Hanja                                                   | 倭寇    |
| McCune-Reischauer                                       | Waeku   |
| Revidierte Romanisierung                                | Waegu   |
| Routen der Wokou mit betroffenem Gebiet beider Perioden |         |

Wokou (chinesisch 倭寇, Pinyin Wōkòu; japanisch 倭寇 oder in Hiragana わこう, wakō; koreanisch 왜구 Waegu, wörtlich „Briganten aus Yamato“) waren „japanische Piraten des Mittelalters“, die die Küsten von China und Korea überfielen. Das Wort Wō (倭) war in Ostasien bis zur japanischen Meiji-Zeit, also etwa 1905, als Name für die Japaner in Gebrauch.
Ihre Aktivität gliederte sich hauptsächlich in zwei Zeitphasen.
In einer ersten Phase vom 13. Jahrhundert bis zur 2. Hälfte des 14. Jahrhunderts wurden die Küsten von China und Korea heimgesucht. Zu dieser Zeit bestanden die Wokou zu großen Teilen aus japanischen Soldaten, Rōnin, und Händlern.
Die zweite wichtige Phase lag im frühen bis mittleren 16. Jahrhundert. In dieser Zeit änderten sich Zusammensetzung und Führung der Wokou beträchtlich. Es waren nun neben japanischen Piraten vor allem chinesische Banditen und Schmuggler beteiligt.
In ihrer Hochzeit in den 1550er Jahren, also der zweiten Phase, operierten die Wokou in den Meeren Ostasiens und segelten sogar große Flusssysteme wie das des Jangtsekiangs aufwärts.

## Namensherkunft
Der Begriff „Wokou“ ist eine Kombination von wō (倭), eine alte Bezeichnung für Japaner bzw. „Yamato“, das „alte (feudale) Japan“, und kòu (寇), das Brigant, Bandit, Räuber bzw. Eindringling bedeutet. Die früheste schriftliche Quelle des Begriffes „Wokou“ findet sich auf einer Stele, die von König Gwanggaeto des Reiches Goguryeo im Jahre 414 in der südlichen Mandschurei errichtet wurde.

## 1. Phase

### Kamakura-Zeit
Der erste aufgezeichnete Wokou-Beutezug fand im Sommer 1223 an der Südküste von Goryeo (Korea) statt. Das Goryeosa berichtet, dass "Japaner (Piraten) Gumju angriffen." Zwei kleinere Angriffe sind im Jahr 1226 belegt, andere fanden sporadisch über die nächsten 4 Jahrzehnte statt.
Die meisten der Wokou stammten von der Insel Tsushima (von den Koreanern Insel-Wae genannt) und aus der Provinz Hizen. Unter diplomatischem Druck der Regierung von Goryeo machte das Kamakura-Shogunat Anstrengungen, seefahrende militärische Gruppen unter Kontrolle zu halten. 1227 ließ Mutō Sukeyori, der Vertreter des Shogunates in Kyūshū, 90 der Piraterie Verdächtige in Anwesenheit eines Gesandten aus Goryeo enthaupten. 1263, nachdem Wokou von Tsushima Ungjin plünderten, bestätigten japanische Verhandlungsführer die Politik, den Handel einzuschränken und die Piraterie zu verbieten.
Um die Zeit der Mongoleninvasionen in Japan herum verminderten sich die Aktivitäten der Wokou, auch wegen der besseren militärischen Vorbereitung auf Angriffe in Goryeo. Die Koreaner befestigten 1251 Gumju und 1265 wurden nach dem Beginn von Tributbeziehungen zu den Mongolen die kampfkräftigen Armeen (三別抄, Sambyeolcho) in die südlichen Provinzen verlegt.
Das Kamakura-Shogunat wiederum steigerte seinen Einfluss in Kyushu und war besser in der Lage, frühere Wokou-Gruppen gegen die Bedrohung einer mongolischen Invasion zu mobilisieren.
Als sowohl das Kamakura-Shogunat als auch der Staat Goryeo in den Jahren nach den Mongoleninvasionen verfielen, wurden die Wokou wieder aktiv. 1323 fand zum Beispiel ein groß angelegter Raubzug in der Provinz Jeolla statt. Einzelne Überfälle wie dieser entwickelten sich zu Ende des 14. Jahrhunderts in militärisch organisierte Piratenangriffe.

### Nanboku-chō-Zeit
1350 nahmen die Wokou ihre Aktivitäten in größerem Umfang wieder auf. Dies konnten sie machen, da diese Zeit vom Fehlen einer starken Regierungsmacht in Japan während der anfänglichen Muromachi-Zeit, gegeben als Folge der beiden Mongoleninvasionen in Japan, geprägt war. Für das nächste halbe Jahrhundert fielen sie vor allem von den Inseln Iki und Tsushima aus in der Südhälfte von Goryeo ein. Die schlimmste Zeit waren die Jahre 1376 bis 1385, als in Korea durchschnittlich 19 Piratenüberfälle im Jahr aufgezeichnet wurden. Bei einigen waren Banden von bis zu 3.000 Piraten beteiligt, die tief in das Landesinnere vordrangen. Sie plünderten wiederholt die koreanische Hauptstadt Kaesŏng und gelangten gelegentlich nördlich bis an die Mündung des Taedong-gang und das Gebiet um Pjöngjang. Sie plünderten Getreidelager und entführten Einwohner als Geiseln und Sklaven. Die durch die Wokou verursachten Probleme trugen erheblich zum Fall der Goryeo-Dynasty 1392 bei, auch wenn General Yi Seong-gye einige Siege vorweisen konnte.
Goryeos König U ersuchte 1375 das Muromachi-Shogunat um Abhilfe und suchte die Zusammenarbeit mit dem Statthalter des Shogun in Kyūshū (Chinzei Tandai), Imagawa Ryōshun. 1377 wurde der große Staatsmann Jeong Mong-ju von Ryōshun herzlich empfangen. Mehrere hundert Gefangene der Wokou wurden nach Goryeo zurückgeschickt. Allerdings lag Kyūshū in der Einflusssphäre des Südlichen Hofes und trotz aller Versprechungen konnte weder das Shogunat noch der Tandai die Piraten wie verlangt unterdrücken. Beispielsweise erteilte 1381 das Muromachi-Shogunat eine Order, die den akutō (Gesetzlosen) der Provinzen untersagte, nach Goryeo überzusetzen und "Gräueltaten zu begehen". 1389 und 1419 griffen die Koreaner die Piratenbasen auf Tsushima selbst an, wurden jedoch zum Rückzug gezwungen, ohne viel Schaden angerichtet zu haben.
Die Wokou-Banden waren auch in China aktiv, die ersten Aufzeichnungen über dortige Überfälle stammen aus dem Jahr 1302. Im Jahre 1358 und erneut 1363 setzten sich Überfälle entlang der gesamten Ostküste fort, besonders aber an der Küste des heutigen Shandong. Zum Ende der Yuan-Dynastie begann sich die Bedrohung durch die Wokou zu verstärken. Der erste Überfall der Wokou in der Ming-Dynastie geschah 1369 in der Provinz Zhejiang.
Als Antwort darauf schickte Kaiser Hongwu seine Kommandeure aus, um eine Anzahl von Befestigungen entlang der Küste zu errichten und schickte zwei Gesandte zu Prinz Kanenaga (懐良親王 Kanenaga-shinnō, auch Kaneyoshi gelesen), dem "kaiserlichen General des westlichen Befriedungskommandos" (征西将軍宮 seisei shōgun no miya) des Südhofes in Kyūshū. Der erste Gesandte, im Jahre 1369, drohte mit einer Invasion Japans durch China, wenn die Wokou-Überfälle nicht gestoppt würden. Unbeeindruckt davon ließ Prinz Kanenaga den Abgesandten der Ming töten und weigerte sich, die Forderungen zu erfüllen. Als der zweite Gesandte 1370 eintraf und Japan mit harten Wirtschaftssanktionen drohte, unterwarf Prinz Kanenaga sich den Ming als „Untertan“. Er schickte im folgenden Jahr eine Gesandtschaft an den Kaiserhof der Ming in Nanjing, die mehr als 70 Chinesen zurückführte, die bei Mingzhou (Ningbo) und Taizhou gefangen genommen worden waren.

### Tributsystem der Ming-Dynastie

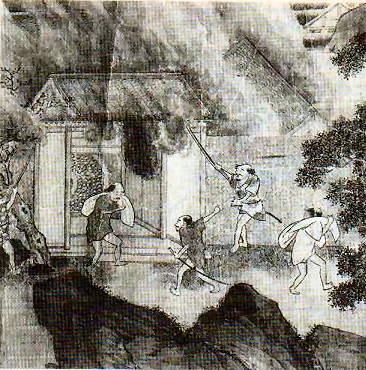
Angriff der Wokou. Gemälde aus dem 14. Jahrhundert.

1392 gründete General Yi Seong-gye, der wegen einiger Siege über die Piraten Bedeutung erlangte, die Joseon-Dynastie, welches Goryeo als beherrschende Macht auf der Koreanischen Halbinsel ablöste. Im gleichen Jahr wurde der Konflikt zwischen dem Südhof und dem Nordhof in Japan durch
Shogun Ashikaga Yoshimitsu gelöst.
Fang Guozhen und Zhang Shicheng, die Herrscher der Gebiete von Jiangsu und Zhejiang, errichteten Befestigungen auf den Küsteninseln und nahmen Verbindungen mit den Wokou auf. Eine Einflussnahme der Wokou bei den Rebellionen von Hu Weiyong und Liu Xian erscheint möglich.
Für die Ming waren die Wokou eine wichtige innen- und außenpolitische Angelegenheit. Die Ming verstärkten die Politik, den Chinesen das Verlassen des Landes zu verbieten und kontrollierten den Japanhandel durch ein Tributsystem. Beides zielte auf eine Monopolisierung des Handels und den Schutz gegen Piraterie ab.
Obwohl die diplomatischen Initiativen Chinas und Koreas dahingehend erfolgreich waren, die Zusammenarbeit mit dem Muromachi-Shogunat zu erreichen, lösten sie das Problem der Wokou nicht.
Die Wokou setzten ihre Überfälle in China bis mindestens 1419 fort. In diesem Jahr versammelte sich eine große Piratenflotte von mehr als 30 Schiffen bei Tsushima und bewegte sich nordwärts entlang der koreanischen Küste des Gelben Meeres. Ihr Zug wurde beobachtet, ihnen vor Wanghaiguo in Liaodong durch einen Militärkommandeur der Provinz ein Hinterhalt gelegt und schließlich wurde sie zerschlagen. Zwischen 700 und 1.500 Piraten sollen getötet worden sein. Sie hielten sich in der Folgezeit von Liaodong fern, suchten sporadisch jedoch andere Regionen Chinas heim.
In Korea wurde das Problem der Wokou durch Aktionen von regionalen Machthabern im westlichen Japan behoben, die die Koreaner mit Konzessionen beeinflusst hatten.

## 2. Phase
Die 1550er und 1560er sahen ein Wiederaufflammen der Wokou-Plage. Die Periode ihrer größten Aktivität war während der Jiajing- und Wanli-Epochen, die zu den schwächsten Regierungen der Ming-Geschichte gehörten. In der Zeit von 1369 bis 1466 überfielen die Wokou 34 mal Zhejiang, durchschnittlich alle 3 Jahre einmal. In der Zeit von 1523 bis 1588 verübten sie 66 Überfälle, also jedes Jahr einmal.
Im Gegensatz zu den Wokou früherer Epochen bestanden die Piratenbanden in der Mitte des 16. Jahrhunderts nicht mehr vornehmlich aus Japanern. Obwohl weiter als „Wokou“ bezeichnet, waren die meisten dieser Banditen jetzt Chinesen.
Für japanische Piraten wurde oft der Begriff bahan (oder bafan) gebraucht. Das Wort wird als bafan (Hachiman) oder pofan ("Lumpensegel") geschrieben. Nach dem Chouhai Tubian waren die Provinzen Satsuma, Higo und Nagato die wichtigsten Brutstätten der Piraten. Auch kamen sie aus den Provinzen Ōsumi, Chikuzen, Chikugo, Hyuga, Settsu, Harima und von der Insel Tanegashima. Bewohner der Provinzen Buzen, Bungo und Izumi nahmen gelegentlich an Überfällen teil, oft wenn sich eine Gelegenheit bot, an einer in Satsuma organisierten Expedition nach China teilzunehmen.